# Вебквест
Однією з нагальних проблем освітнього простору є урізноманітнення навчального процесу, активізація пізнавальної діяльності учнів, розширення сфери їх інтересів. Це потребує впровадження новітніх форм, методів та технологій навчання. Однією з таких сучасних технологій є квест-технологія (вебквести зокрема), яка допомагає учню знаходити необхідну інформацію, піддавати її аналізу, систематизувати, вирішувати поставлені задачі, розвивати пізнавальну діяльність та формувати ключову компетентність учня. 
Вебквест (від англ. web — всесвітнє павутиння та quest — пошук, пошуки пригод). 

## Визначення
У науково-педагогічній літературі існують різні визначення вебквестів, та квестів зокрема. Наприклад, 
- сайт в Інтернеті, з яким працюють учні, виконуючи те чи інше навчальне завдання (Я. Биховський, І. Новик[2], А. Федоров[3]).
- проблемне (або проєктне) завдання з елементами рольової гри, для виконання якого використовуються інформаційні ресурси Інтернету (А. Бадарацький[4], Я. Дьячкова[5], О. Прядільнікова[6], А. Яковенко).
- орієнтована на вирішення проблеми діяльність (Н. Гончарова, К. Дяченко[7], Л. Крившенко[8], Л. Павлова[9], С. Спірідонова[10], О. Шевцова[11], О. Шульгіна[12]).
- формат уроків, орієнтований на запит, в якому більшість або вся інформація, з якою працюють учні, надходить з Інтернету (Б.Додж[13], Т.Марч)
- інноваційна педагогічна ігрова технологія, що передбачає виконання учнями навчальних, пошуково-пізнавальних проблемних завдань відповідно до ігрового задуму/сюжету, під час якого вони добирають та упорядковують інформацію, виконують самостійну, дослідницьку роботу, що сприяє систематизації та узагальненню вивченого матеріалу, його збагаченню та поданню у вигляді цілісної системи (І.Сокол[14]).

## Історія виникнення освітніх вебквестів
У 1995 році в Сан-Дієго викладачами університету Берні Доджом та Томом Марчем була розроблена концепція вебквестів, тобто квестів з використанням інформаційно-комунікаційних технологій та мережі Інтернет. Вебквест визначається ними як «формат уроків, орієнтований на запит, в якому більшість або вся інформація, з якою працюють учні, надходить з Інтернету» 
В концепції Б.Доджа [Dodge, 1997] та Т.Марча [March, 1998] визначено, що квести призначені для розвитку в учнів та студентів вміння аналізувати, синтезувати та оцінювати інформацію.

## Класифікації вебквестів
1. Класифікація за О. Шульгіною 
- домінуючий метод: наукове дослідження (його мета формулюється перед виконанням, має чітку структуру, «аутентичне завдання», передбачає обов’язковий аналіз результатів); творче завдання (структура обирається учнями самостійно, передбачає здійснення творчого завдання – створення відеоролика, вірша, пісні та ін.); компіляція (має обов’язковий сценарій, його метою є зацікавлення учнів, передбачає обговорення результатів, презентацію продукту);
- предметно-змістовний: предметний (присвячений єдиній проблемі, має чітку структуру, спрямований на отримання знань та умінь в однієї галузі; міжпредметний (інтегрує знання з різних галузей);
- характер координації: відкритий (викладач є рівноправним учасником: має свою роль, організує та координує діяльність учнів), прихований (викладач керує процесом дистанційно, може бути консультантом);
- характер контактів: груповий (проводиться у межах однієї групи, колективу), міжнародний (мультигруповий квест);
- тривалість: нетривалі (розрахований на 1-2 заняття) і тривалі квести (термін виконання – місяць і більше).

2. Класифікація за К. Чистяковою:
- за ступенем реальності: реальні та віртуальні;
- за часом проведення: денні та нічні квести;
- за тривалістю: короткі, нетривалі і тривалі квести;
- за рівнем складності: елементарні (для новачків), просунуті, гіперскладні;
- за засобом пересування: пішохідні, автомобільні;
- за віком учасників: підліткові, молодіжні, універсальні.

3. Класифікація за С. Напалковим:
- ігрові квести в більшості орієнтовані на учнів 5-6 класів та сприяють ознайомленню з певною сукупністю предметних знань або окремими, розрізненими предметними фактами. Метою ігрових квестів є захоплення учня цікавою грою і разом з тим ознайомлення його з новими предметними відомостями;
- дослідницькі квести дозволяють здійснювати поглиблення вивчених учнями знань з предмета, вони можуть охоплювати зміст якої-небудь однієї навчальної проблеми, що носить вузький характер або, навпаки, задіяти знання з різних галузей навчального предмета;
- тематичні квести дозволяють вирішувати важливу задачу вдосконалення предметної підготовки школярів як завдання розвитку їх пізнавальної самостійності.

4. Класифікація за І.Сокол
- За формою проведення: комп’ютерні ігри; вебквести; QR-квести (спрямовані на використання QR-кодів); медіа квести (спрямовані на пошук і аналіз медіа ресурсів); квести на природі (вулиці, парках тощо); city-квести (командні квести, що проводяться в парках, торгових центрах, метро та ін., в окремих районах міста або в місті в цілому); комбіновані.
- За режимом проведення: в реальному режимі, у віртуальному режимі, у комбінованому режимі.
- За терміном реалізації: короткострокові, розраховані на поглиблення знань та їх інтеграцію (1-3 заняття); довгострокові – поглиблення і перетворення знань (семестр або навчальний рік).
- За формою роботи: групові, індивідуальні.
- За предметним змістом: моноквест, міжпредметний.
- За структурою сюжетів: лінійні, нелінійні, кільцеві.
- За інформаційним освітнім середовищем: традиційне, віртуальне.
- За технічною платформою: віртуальні щоденники та журнали, сайти, форуми, Вікі-сторінки, Google-групи, соціальні мережі.
- За домінувальною діяльністю учнів: дослідницький, інформаційний, творчий, пошуковий, ігровий, рольовий, тематичний.
- За характером контактів: учні одного класу чи школи, учні одного району, учні однієї країни, учні з різних країн.
- За рівнем складності завдань: репродуктивні, репродуктивно-когнітивні, когнітивні, когнітивно-креативні, креативні.
- За типом завдань: переказ, планування та проектування, самопізнання, компіляція, творче завдання, аналітична задача, детектив, головоломка, таємнича історія, досягнення консенсусу, оцінка, журналістське розслідування, переконання, наукові дослідження.

## Класифікація завдань вебквестів
У ході виконання своєї дисертаційної роботи О. Волкова розробила п’ятирівневу класифікацію завдань квестів:
- перший рівень – репродуктивні завдання: представлення матеріалу інших авторів з певної теми з різноманітних джерел без самостійної їх обробки; складання зразків ділових листів, видів контрактів; представлення виставки національного одягу, архітектурних, культурних досягнень того чи іншого народу;
- другий рівень – репродуктивно-когнітивні завдання: виклад змісту вивченого матеріалу і подання на його основі в новому форматі (стаття, повідомлення, виступ перед аудиторією, віртуальна подорож); переконання, залучення на свою сторону опонентів або нейтрально налаштованих осіб; вислів з певної проблеми (глобалізація, кліматичне потепління, екологічна, економічна криза, запобігання світової термоядерної війни тощо) та прийняття рішення; об'єктивний виклад інформації (розподіл думок і фактів);
- третій рівень – когнітивні завдання: пошук, систематизація та аналіз інформації з певної професійної теми (збір даних міжнародно-фінансової діяльності, статистична звітність спільного підприємства);
- четвертий рівень – когнітивно-креативні завдання: розробка плану / проекту на основі заданих умов по певним пунктам (план-конспект, бізнес-план, укладення ділового контракту); вивчення міжкультурних особливостей країни, мову якої досліджують; пошук відповіді на питання, що представляє собою незрозуміле, незвідане, незнайоме, загадкове, таємниче;
- п'ятий рівень – креативні завдання: реалізація задуманого сценарію в різних жанрах (музична вистава, літературний вечір, демонстрація відеоролика, театралізована постановка) за певною темою; обґрунтування власної точки зору з певної проблеми.

Автори освітніх вебквестів Б. Додж та Т. Марч розробили класифікацію квестів за типом завдань відповідно до таксономії Блума:
- переказ – демонстрація розуміння теми на основі подання матеріалів з різних джерел в новому форматі: створення презентації, плаката;
- планування та проектування – розробка плану або проекту на основі заданих умов;
- самопізнання – будь-які аспекти дослідження особистості;
- компіляція – трансформація формату інформації, отриманої з різних джерел: створення книги кулінарних рецептів, віртуальної виставки, капсули часу, капсули культури;
- творче завдання – творча робота в певному жанрі (створення п'єси, вірша, пісні, відеоролика);
- аналітична задача – пошук і систематизація інформації;
- детектив, головоломка, таємнича історія – висновки на основі суперечливих фактів;
- досягнення консенсусу – вироблення рішення гострої проблеми;
- оцінка – обґрунтування певної точки зору;
- журналістське розслідування – об'єктивний виклад інформації (поділ думок і фактів);
- переконання – схиляння на свій бік опонентів або нейтрально налаштованих осіб;
- наукові дослідження – вивчення різних явищ, відкриттів, фактів на основі унікальних онлайн джерел.

## Елементи вебквестів
Л. Крившенко зазначає, що до вимог, які висуваються до освітнього квесту, можна віднести: чіткі методичні рекомендації по організації діяльності учасників; грамотно сформульовані задачі та чітко визначені цілі; порядок організації самостійної роботи учнів у ході виконання вебквесту; список інформаційних ресурсів (з анотацією), необхідних для виконання завдань; критерії та параметри оцінки; чітко сформульовані вимоги до кінцевого проекту .
В рамках самостійної діяльності при роботі над завданням квесту необхідно чітко визначити план і підсумковий результат самостійної діяльності учасників, а також способи управління цією діяльністю при роботі з інформацією, а саме: задати серію запитань, на які потрібно знайти відповіді в процесі роботи з ресурсами Інтернету; чітко окреслити проблему, яку потрібно вирішити; визначити позицію, яка повинна бути захищена за допомогою обраної учасником стратегії; вказати форму звіту після переробки зібраної інформації.
За думкою Б. Доджа, для досягнення поставленої освітньої мети квест повинен розпочинатись зі вступу, в якому необхідно відобразити тему, описати головні ролі, план роботи, організаційні моменти та ін. Далі йде основне проблемне завдання та/або запитання, на яке учасники квесту повинні знайти відповідь. Важливим моментом, особливо у вебквестах, є створення анотованого списку інформаційних ресурсів, які можна використати під час роботи. Далі необхідно описати всі основні етапи роботи, після чого квест завершується оцінюванням та висновком про отримані результати.
Як зазначають О. Козлова та Т. Сакова, робота над квестом включає три етапи, які і зумовлюють його структуру: початковий, зміст якого передбачає постановку викладачем завдань для учнів-учасників квесту; рольовий – забезпечує виконання учнями певних рольових завдань (пошукових, дослідницьких та ін.); заключний – оцінювання та обговорення результатів. 

## Приклади вебквестів
- Вебквест «Безпечний Інтернет»
- Вебквест "Математика в мистецтві або мистецтво в математиці [Архівовано 30 січня 2022 у Wayback Machine.]"
- Вебквест "Pink Star [Архівовано 30 січня 2022 у Wayback Machine.]"
- Вебквест "Бібліопазлик [Архівовано 30 січня 2022 у Wayback Machine.]"
- Вебквест "Книги треба не прочитувати, але читати та перечитувати [Архівовано 26 березня 2022 у Wayback Machine.]"
- Вебквест «До скарбів рідного слова»

- Вебквест "Полювання на лисиць [Архівовано 30 січня 2022 у Wayback Machine.]"

## Посібники
- Впровадження квест-технології у освітній процес [Архівовано 30 січня 2022 у Wayback Machine.]: навчальний посібник / І.М.Сокол. – Запоріжжя: Акцент Інвест-трейд, 2014. – 108 с.
- Quest. Шукаємо пригоди : навчально-методичний посібник / Укладач І.М. Сокол. – Випуск 2. – Запоріжжя: Кругозір, 2016. – 124 с.
- Трудове навчання. Квесті. 5-9 класи [Архівовано 30 січня 2022 у Wayback Machine.] (Автори: Сокол І.М., Топчій І.В., Колосунова Т.І.)
- Веб-квест у підготовці майбутніх учителів [Архівовано 30 січня 2022 у Wayback Machine.] : навчально-методичний посібник / М. Ю. Кадемія, О. В. Шестопалюк. – Вінниця : ТОВ Фірма «Планер», 2013. – 155 с
- Веб-квест – елемент всепроникаючого навчання : навчально-методичний посібник [Архівовано 13 липня 2019 у Wayback Machine.] / О. В. Шестопалюк, Р. С. Гуревич, М. Ю. Кадемія ; за ред. член-кор. НАПН України Гуревича Р. С. – Вінниця : ТОВ «Ландо ЛТД», 2014. – 349 с.

## Наукові статті
- Албегова І. Ф. Веб-квест як інноваційна інформаційно-комунікаційна технологія в освіті: сутність та проблеми застосування / І. Ф. Албегова, Г. Л. Шаматонова // Дистанційне та віртуальне навчання. - 2009. - № 7. - С. 7-12.
- Бондаренко Т. М. Веб-квест технологія як засіб активізації самостійної діяльності майбутніх вчителів початкових класів / Т. М. Бондаренко // Вісник ЛНУ ім. Т. Шевченка, 2013.– № 13.– С. 224-231.
- Борова А. Ю. Жанрові ознаки сучасних творів зі структурою «квест» / А. Ю. Борова // Культура України : зб. наук. пр. / М-во культури України, Харк. держ. акад. культури ; за заг. ред. В. М.Шейка. – Х. : ХДАК, 2013. – Вип. 44. – С. 95-104.
- Вихрущ В. О. Технологія веб-квест у формуванні корпоративної культури курсанта-прикордонника: методичний аспект [Електронний ресурс] / В. О. Вихрущ // Вісник Національної академії Державної прикордонної служби України. – 2013. – Вип. 3.
- Вихрущ В. О. Формування партнерських стосунків курсантів-прикордонників у процесі використання інтерактивної технології веб-квест: методичний аспект / В. О. Вихрущ, А. В. Вихрущ // Збірник наук. праць Національної академії Державної прикордонної служби України. Сер. : Педагогічні та психологічні науки. – 2013. – № 3. – С. 53-64.
- Гапеєва О. Л. WebQuest технологія у навчанні студентів за програмою підготовки офіцерів запасу / О. Л. Гапеєва // Науковий вісник НЛТУ України : зб. наук.-техн. праць. – 2011. − Вип. 21.1. – С. 335–340.
- Грабчак Д. В. Освітній веб-квест як нова Інтернет-технологія навчання елективних курсів з фізики / Д. В. Грабчак // Інформаційні технології в освіті. – 2012. – № 12. – С. 139-145.
- Гутарук Н. В. Quest «Zaporizhzhia in Faces» / Н. В. Гутарук, І. М. Сокол // Інформатика та інформаційні технології в навчальних закладах. – 2015. – № 1. – С. 74-79.
- Добровольська Н. В. Використання інноваційної технології веб-квест при викладанні математичних дисциплін для майбутніх менеджерів [Електронний ресурс] / Н. В. Добровольська // Віртуальний університет ЛДУ БЖД : [сайт]. – Режим доступу: http://goo.gl/imikcm, вільний. – Назва з екрану.
- Іць С. В. Медіаосвітні веб-квести як засіб формування критичного мислення майбутніх учителів іноземних мов / С. В. Іць // Вісник Луган. нац. ун-ту ім. Т. Шевченка. Пед. науки. – 2012. – № 22. – Ч. 5. – С. 239-246.
- Кадемія М. Ю. Веб-квест у підготовці майбутніх учителів : навчально-метод. посіб. / М. Ю. Кадемія, О. В. Шестопалюк. – Вінниця : ТОВ Фірма «Планер», 2013. – 155 с.
- Сокол І. М. Квест як сучасна інноваційна технологія навчання / І. М. Сокол // Оновлення змісту, форм та методів навчання і виховання в закладах освіти : зб. наук. пр. – Рівне : РДГУ, 2013. – Вип. 7 (50). – С. 168-171.
- Сокол І.М. Веб-квест як інноваційний метод формування творчої особистості / І.М. Сокол // Освіта та розвиток обдарованої особистості. – 2013. – № 2(9). – С.28-31.
- Сокол І.М. Організація науково-дослідницької діяльності засобами квест-технології [Архівовано 10 квітня 2022 у Wayback Machine.]  / І.М. Сокол // Наукові записки Малої академії наук України. – 2013. – № 3. – С. 256-264.
- Сокол І.М. Розробка освітнього контенту за допомогою квест-технології: [Архівовано 25 квітня 2022 у Wayback Machine.] електронні ресурси : (підсумки V Міжнар. форуму "Особистість у єдиному освітньому просторі") [Електронний ресурс] / І.М. Сокол // Електронний збірник наукових праць КЗ "ЗОІППО" ЗОР. – 2014. – № 1 (15).
- Сокол І. М. Підготовка вчителів до використання квест-технології в системі післядипломної освіти : дис. канд. пед. наук : 13.00.04 / Сокол Ірина Миколаївна – Запоріжжя, 2016. – 283 с.
- Сокол І.М. Квест: метод чи технологія? / І.М. Сокол // Комп’ютер у школі та сім’ї. – 2014. – № 2. – С. 28–32.
- Сокол І.М. Класифікація квестів / І.М. Сокол // Педагогіка формування творчої особистості у вищій і загальноосвітній школах : зб. наук. пр. / [редкол.: Т.І Сущенко (голов. ред.) та ін.]. – Запоріжжя : КПУ, 2014. – Вип. 36 (89). – С. 369-375.
- Сокол І.М. Урок-квест у 10му класі «В пошуках скарбів» / І.М. Сокол // Комп’ютер у школі та сім’ї. – 2014. – № 6. – С. 45–48.
- Сокол І. М. Дистанційний курс підготовки вчителів к упровадженню квест-технології / І. М. Сокол // Інформаційні технології в освіті. – 2014. – № 20. – С. 160-166.
- Сокол І.М. Використання квест-технології для підготовки вчителів системі післядипломної педагогічної освіти [Архівовано 5 серпня 2018 у Wayback Machine.] / І.М. Сокол // Єдиний інформаційний простір: стратегії інноваційного розвитку освітньої галузі: зб.наук.пр.за матеріалами Всеукраїнської науково-практичної конференції «Єдиний інформаційний простір: стратегії інноваційного розвитку освітньої галузі» (16 жовтня 2014 р.)– Дніпропетровськ: Вид-во «Інновація», 2014. – С.94-95.
- Сокол І.М. Структура готовності вчителів до використання квест-технології у професійній діяльності [Архівовано 30 січня 2022 у Wayback Machine.] /І.М.Сокол // Science and education a new dimension. – 2014. – № II (15). – C.72-77.
- Сокол І.М. Концептуальний зміст поняття «квест» // Педагогіка формування творчої особистості у вищій і загальноосвітній школах : зб. наук. пр. / [редкол.: Т.І Сущенко (голов. ред.) та ін.]. – Запоріжжя : КПУ, 2014. – Вип. 37 (90). – С. 366-373.
- Сокол І.М. Модель підготовки вчителів в системі післядипломної педагогічної освіти до впровадження квест-технології в освітній процес / І.М. Сокол // Інформаційні технології і засоби навчання. – Том 45. – №1. – 2015. – С. 169-175.
- Сокол І.М. Результати опитування вчителів щодо готовності до впровадження квест-технології [Електронний ресурс] / І.М.Сокол //Неперервна освіта нового сторіччя: досягнення та перспективи : матеріали міжнар.наук.конференції (м.Запоріжжя, 15-17 квітня 2015).
- Сокол І.М. Проведення констатуючого етапу експериментальної роботи щодо перевірки ефективності організаційно-педагогічних  умов формування готовності вчителів впровадження квест-технології в освітній процес / І.М.Сокол // Вісник Запорізького національного університету. – № 1 (24). – 2015. – С.128-137.
- Аналіз освітніх розробок квестів. Актуальні питання сучасної інформатики: Тези доповідей ІІ Всеукраїнської науково-практичної конференції з міжнародною участю “Сучасні інформаційні технології в освіті та науці”, присвяченої 10-ій річниці функціонування Інтернет-порталу E-OLYMP (09-10 листопада 2017 р.) / за ред. Т. А. Вакалюк. – Житомир: Вид О.О.Євенок, 2017. – Вип. 5.– С.138-140.
- Сопіна О.М., Сокол І.М. [Архівовано 30 січня 2022 у Wayback Machine.] Застосування квест-технології у літньому мовному таборі : матеріали IV Міжн. наук.-практ. конф. [«Неперервна освіта нового сторіччя: досягнення та перспективи»],  (Запоріжжя, 14 - 21.05.2018 р.) [Електронний ресурс].